# Хуана Інес де ла Крус
Хуана Інес де Асбахе і Рамірес де Сантільяна (ісп. Juana Inés de Asbaje y Ramírez de Santillana, більш відома як сестра Хуана Інес де ла Крус (ісп. Sor Juana Inés de la Cruz; 12 листопада 1651, Сан-Мігель де Непантла — 17 квітня 1695, Мехіко) — мексиканська черниця єронімитського ордена, поетеса, публіцистка, філософ-теолог, авторка сповідальної прози. Протофеміністка, вшанована на Поверсі спадщини Джуді Чикаго.

## Біографія
Народилася 12 листопада 1651 року в селі Сан-Мігель-де-Непантла, неподалік від Мехіко (нині Мексика). Її батьки, як припускають, не були повінчані, і тому дівчинка і дві її старші сестри записані в парафіяльних книгах як «діти Церкви», тобто незаконнонароджені. До шести років навчилася писати, шити та вишивати, що в ті часи складало повну освіту жінки; до восьми років прочитала всю бібліотеку діда, включаючи праці з філософії, богослов'я та медицини.
У дев'ять років розлучилася з сім'єю: мати відправила її в Мехіко до дядька і тітки — багатих родичів, знайомих з віцекоролем. Завдяки щасливій випадковості вони розгледіли в дівчинці здібності та надали ій можливість вчитися. Новий курс самоосвіти включав літературу, природничі науки, математику, філософію, теологію та іноземні мови. До всього була красивою, мала живий і доброзичливий характер, що привертали до неї людей.
У 1664 році була представлена при новому дворі і в найкоротший час завоювала таку любов високого подружжя, що віцекоролева зробила її своєю першою фрейліною. Цю посаду вона займала близько п'яти років. Тоді ж прославилася віршами іспанською, мовою ацтеків, а також латиною. Писала і для вистав, і для нічних концертів, і для церковних свят, і для похоронів.
Були у неї і вороги. Одного разу хтось пустив чутку, що її знання поверхневі і вона вміє лише переконувати, що володіє ними. Для спростування подібних наклепів віцекороль вирішив організувати публічний іспит, на якому де ла Крус ставили запитання з усіх галузей знань. Вона блискуче впоралася з найскладнішими завданнями.
Мала безліч шанувальників, практично всі пропонували шлюб, але Хуана відмовляла їм. Біографи припускають, що вона була лесбійкою, а монастир — місцем, де стосунки з іншими жінками були соціально прийнятними.
У серпні 1667 року зробила першу спробу піти в жіночий монастир. Але статут обителі Святого Йосипа ордена босих кармеліток, незадовго до цього реформований, виявився надто суворим для світської жінки. Вона серйозно захворіла і за наполяганням лікарів покинула обитель через три місяці. Проте в лютому 1669 року вступила в монастир ордена Святого Ієроніма і після короткого послушництва прийняла постриг під іменем Хуани Інес де ла Крус.
У 1690 році написала спростування на проповідь, складену монахом-єзуїтом Антоніо Віейра. Несподівано її приватний лист було видано. Публікація мала великий успіх, проте церковне начальство в Мексиці звинуватило її в гордині та нехтуванні чернечою заповіддю слухняності. Щоб відновити добре ім'я, сестра Хуана написала і опублікувала останній і найвідоміший твір — «Відповідь сестрі Філоті», де на прикладі свого життя намагалася показати, наскільки необхідні можуть бути для жінки пізнання і творчість. Але її духовні керівники наполягли на прийнятті сестрою Хуаною обітниці бідності, разом з котрою де ла Крус дала ще й обітницю не торкатися до пера і паперу. Мехіко схвилювало її релігійне завзяття, і черговий архієпископ, слідуючи її прикладу, теж продав всі книги, а також коштовності, антикваріат і навіть власне ліжко.
У 1695 році в монастирі почалася епідемія епідемічного висипного тифу, і, доглядаючи за сестрами, Хуана де ла Крус заразилася і захворіла. 17 квітня вона померла. Дотримуючи обітниці, заповіт написала на стіні келії пальцем, облитим власною кров'ю: 
| «Тут будуть відзначені день, місяць і рік моєї смерті. В ім'я любові Господа і Його Пречистої Матері я молю своїх коханих сестер: і двох нині живих, і тих, хто вже пішов — пом'янути мене перед Ним, хоча я була найгіршою жінкою на світі. Підписано: я, Хуана Інес де ла Крус» |.

## Творчість
Поетичний стиль формувався під впливом Луїса Гонгори-і-Арготе. Її найкращі зразки ліричної поезії поєднують у собі інтелектуальну глибину з вишуканістю форми, вишукану дотепність із проникливою простотою і поетичністю. У творчості використовувала традиційні жанри для іспаномовних літератур: сонет, романс, редондільї, вільянсико, ліроепічна поема (ауто «Божественний Нарцис», 1689; поема «Перше сновидіння», 1692). У поезії переважає тема кохання. Її поезії, стихійні, інтуїтивні і вишукано щирі, виходили далеко за межі стилів бароко й гонгоризму, поширених у Західній Європі та Латинській Америці (збірки «Касталійське багатство», 1689; «Поезії», том 1 — 3, 1692). Писала так звані комедії звичаїв («Хатні турботи», 1683; «Кохання — найзаплутаніша справа», 1689, та інші), наукові трактати з геометрії, психології, музики. 
Сучасники прозвали де ла Крус «Десятою Музою» (або «Кастильскою музою») та «Мексиканським феніксом». Її творча спадщина була зібрана і опублікована у 3-томному виданні «Твори Незрівнянної американської поетеси, Десятої Музи, сестри Хуани Інес де ла Крус» (1690), «Другий том творів сестри Хуани Інес…» (1692), «Слава і посмертні твори Фенікса Мексики» (1700). Твори перевидаються і донині.

### Переклади українською
- Поезії. Переклад з іспанської Сергія Борщевського. Львів, Видавництво Анетти Антоненко, 2015. — 192 с. ISBN 978-617-7192-33-5

## Вшанування

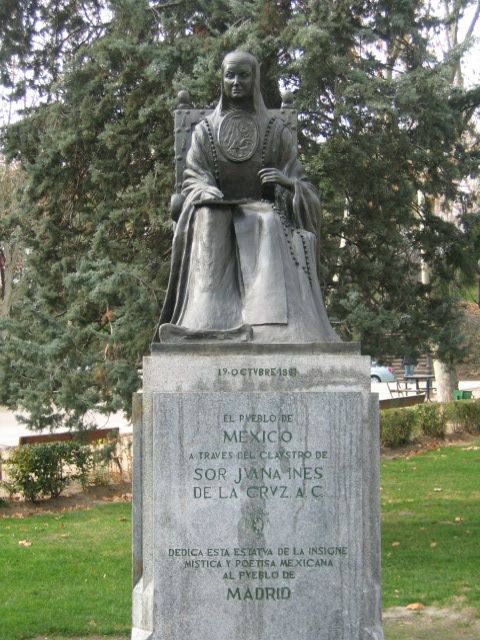
Пам'ятник Хуані де ла Крус у Мадриді.

- Фундаментальна монографія про життя, творчість і значення сестри Хуани належить Октавіо Пасу (1983 рік, є іспанське і англійське видання).
- На честь Хуани де ла Крус названий кратер на Меркурії;
- У Мадриді поетесі встановлений пам'ятник, дар мексиканського народу народу Іспанії (40°25′23.8″ пн. ш. 3°42′56.03″ зх. д. / 40.423278° пн. ш. 3.7155639° зх. д.);
- Її портрет зображений на мексиканських купюрах 200 песо (1995—2006, 2008 років)[12].